# 小行星7675
小行星7675（7675 Gorizia）是一颗绕太阳运转的小行星，为主小行星带小行星。该小行星于1995年11月23日发现。

## 轨道参数
小行星7675的轨道半长轴为2.4152427 UA，离心率为0.093。